# 宮部涼花
宮部 涼花（みやべ りょうか、1972年12月23日 - ）は、日本の元AV女優。

## 略歴・人物
兵庫県出身。2014年4月、アダルトビデオメーカー・マドンナの専属女優としてデビューした、熟女系の巨乳AV女優。

既婚者で子供もいる。所属事務所はHustler2（現 GREEN）。
2015年7月17日の公式ツイッターで、前日をもって引退したことを発表。

## 出演作品

### アダルトDVD
2014年
- 初撮りおばさんドキュメント（4月25日、マドンナ）
- 念願のマイホームで… 妻の母と同棲生活（5月25日、マドンナ）
- 清掃員のおばさんが、制服を脱ぐとき…。（6月25日、マドンナ）
- 中年夫婦が再び燃え上がる時 〜昔のように愛されたい〜（7月25日、マドンナ）
- 息子の同級生に毎日輪姦されています。（8月25日、マドンナ）
- 熟女2人と夢のルームシェア（9月25日、マドンナ）共演:矢吹京子
- 上司の奥さんは僕だけの奴隷便女（10月25日、マドンナ）
- 母子げんかの後の気持ちよすぎる近親相姦（11月25日、マドンナ）
- 私、おばさんなのに痴漢されちゃいました…。（12月25日、マドンナ）

2015年
- レズビアン熟女 〜40代から始まるディープでハードなレズビアン〜（1月7日、ビビアン）共演:翔田千里
- お色気P●A会長と悪ガキ生徒会（1月15日、グローリークエスト）
- おばさん家庭教師 〜お子さんの童貞卒業させてあげます〜（1月15日、センタービレッジ）
- 湯けむり近親相姦 母子入浴交尾（1月19日、ヴィーナス）
- 里帰り近親相姦 お帰り!ヒロちゃん（1月22日、ルビー）
- 高飛車メガネGカップ爆乳PTA会長を犯しまくる（1月23日、クリスタル映像）
- オバサン列伝VII 宮部涼花BEST8時間（1月25日、マドンナ）※総集編
- ヨガで発情する僕の義母 100cmGカップ魅惑の雌フェロモン近親相姦3P快楽絶頂交尾（1月25日、セレブの友）
- 友達の母親 〜最終章〜（1月29日、センタービレッジ）
- 男を惑わせる卑猥なランジェリー（2月1日、Fitch）
- 「『おばさんを興奮させてどうするの?』久しぶりに若くて硬い少年チ○ポを見て欲情した巨乳淑女の汗だく反応を見逃すな!」 VOL.2（2月5日、DANDY）他出演:飯岡かなこ、宮本紗央里
- 僕たちを魅了する寸止め下宿おばさん（2月7日、マドンナ）
- 一流のおば様ナンパ セレブ美熟女中出しJAPAN 14（2月10日、ホットエンターテイメント）他多数出演
- 新・催眠洗脳淫語孕ませ中出し三者面談（2月13日、V&R PRODUCE）共演:一之瀬すず
- 友人の母 息子の友人に犯され、幾度もイカされてしまったんです…（2月13日、溜池ゴロー）
- ディープキスに堕ちた有閑夫人 7 執事の唇を奪い本当の愛を求める不倫背徳情事濃厚快楽生中出し（2月25日、セレブの友）
- あの時のおばさん（2月26日、タカラ映像）
- あなた、やめてっ!お願い、こんな所でっ!! 嫌がる妻をベットに引きずりこんで中出しっ!! 〜病院編 その2〜（2月27日（レンタル）/4月10日（セル）、LEO）他出演:宮本紗央里
- 未亡人の叔母（2月27日、ドリームステージエンタテインメント）
- 半裸でハメながらご奉仕してくれる夢の一夫多妻（3月6日、DIY）共演:平塚麻衣、舞咲みくに
- お受験ママの肉体内申書 愛する息子のためなら何でもします…（3月7日、マドンナ）
- 息子に揉まれ美乳の母（3月12日、タカラ映像）
- 母の友人（3月13日、小林興業）
- 近親相汗 「火照る肉体、蒸れた子宮、ガマンできない親子の本能」（3月13日、ヴィーナス）
- 「仕事熱心な看護師/女医に『勃起不全の治療』として官能小説の読み聞かせをお願いしたら冷静な顔してパンツの濡れが止まらない」 VOL.1（3月19日、DANDY）他出演:涼川絢音、五十嵐しのぶ、三橋杏奈
- 羞恥ガニ股ポーズでハイグレ!ハイグレ! ハイグレ美人ママ近親相姦コンテスト 〜息子の性癖でハイグレ水着を着せられママも赤面!親子で中出し回数を競い合うハイグレ近親相姦に発展〜（3月19日、ROCKET）共演:広瀬奈々美、月島えみり、倖田李梨（司会）
- 自慰快楽パラノイド 16（3月25日、セレブの友）
- 兄弟の嫁 帰郷スワッピング（4月7日、マドンナ）共演:安野由美
- 犯されて…。 〜昭和性虐籠城日記〜（4月10日、オルガ）
- 隣家の巨乳妻にレズられて…。（4月13日、U&K）共演:YANAMO
- 番台上から男のアレを品定め…関西下町銭湯の美熟女妻(42)の年々増幅するSEX願望（4月15日、PANDORA）
- 姑の卑猥過ぎる巨乳を狙う娘婿（4月16日、グローリークエスト）
- ムチムチ淫語ママ（4月19日、ドグマ）
- 無料お試しマッサージの勧誘男にご注意! 私は騙され中出しされました…（4月25日、かぐや姫）他出演:かのんこゆる ほか
- 淫らな豊満爆乳痴女に犯されたい（5月1日、Fitch）共演:桐島綾子
- 妻を寝取らせて… わたしの実弟に嫁を寝取らせた話（5月2日、光夜蝶）
- 人妻レズ美アン 〜初めて知ったオンナの味〜（5月13日、U&K）共演:逢沢はるか
- 夫の親友に犯され感じてしまった私…（5月13日、溜池ゴロー）
- 人妻禁断マッサージ「困ります!子供に、バレちゃいます…」 娘がいるのにキワドイ指使いに声を押し殺し一瞬で燃え上がる淫乱ママ（5月15日、LOTUS）他出演:五十嵐しのぶ、三橋杏奈
- 肉感ムッチリ蜜壺に生姦中出し 爆乳肉便器で有名な宮部涼花（5月19日、エマニエル）
- 「足裏という新たなる性器」 網タイツの生地越しでの脚コキ（5月20日、SEX Agent）他出演:篠田あゆみ、千乃あずみ、水野朝陽、広瀬洋子、沢井ちなつ、三橋杏奈、逢沢はるか、西条沙羅
- 「射精しても萎えない熱くて硬い少年チ○ポを見たおばさん家庭教師はヤらずには帰れない」 VOL.1（5月21日、DANDY）他出演:桐島綾子、高倉梨奈、竹内れい子
- 絶対に僕から視線を外さない母さんの愛欲セックス（5月21日、センタービレッジ）
- 巨乳未亡人と黒人たちの猥褻下宿（5月22日、クリスタル映像）
- ダイナマイトボディの魅惑なランジェリー 爆乳淫尻ママ友（5月25日、グローバルメディアエンタテインメント）共演:八木あずさ
- おばさんの衣替え 〜冬の膨らみ、夏の胸チラ〜（5月25日、マドンナ）
- 幸福をもたらす下町のおでん屋さんの女将さん 3（5月25日、セレブの友）
- 隣の気になる熟女さんの部屋の水道トラブルで水が止まったらしく、トイレとお風呂を借りにきたので、もしかしたら一発できるかもとそわそわする僕。そんな揺れる想いを察したのか、トイレを貸したお礼なのか、なんだかヤレそうなムードに…。（5月29日（レンタル）/6月5日（セル）、LEO）他出演:榊みほ、高岡すみれ
- 濃厚な接吻と親子どんぶり 母の熟れたカラダと娘の若いカラダ、どちらも捨てがたい男の欲望（6月6日、ヒビノ）共演:逢沢るる、春日野結衣
- 母の親友（6月7日、ヴィーナス）
- 巨乳熟女レズ湯けむり旅情 －いで湯に浮かぶ百合の花－（6月13日、U&K）共演:繭村めい
- 男根の誘い（6月13日、溜池ゴロー）
- バツ2の不貞妻 息子を誘惑する痴女義母の近親相姦潮吹きセックス! 初ハメ潮吹き!!（6月13日、セレブの友）
- ホームステイの黒人さんのデカマラに母さんが発情中（6月18日、グローリークエスト）
- レズビアン性感カウンセラー（6月19日、クリスタル映像）共演:小澤ゆうき、椎名結希、小谷みく
- 強制的じゃないセルフイラマチオ 04 〜ディープスロートがデフォルトの女たち〜（6月19日、SEX Agent）他出演:千乃あずみ、保坂えり、希咲あや、大橋優子、三橋杏奈、竹内真琴、黒瀬萌衣、葉山美空
- くぱぁ→ずっぽし! ち●ぽ型玩具にヤラれる私、見せつけオナニー（6月19日、SEX Agent）他出演:篠田あゆみ、千乃あずみ、神波多一花、川村まや、高山えみり、逢沢はるか、西条沙羅、三橋杏奈、鳴月らん、沢井ちなつ
- 「んぁっ…声出ちゃう…」 絶対に手を出したらダメな間柄にもかかわらず、色気ムンムンの人妻に我慢できず夜這い。（6月25日、ビッグモーカル）他出演:冴木真子、桐島綾子
- 義母相姦 〜里帰り中の息子に犯されて…〜（6月25日、マドンナ）
- 介護してくれるヘルパーさんの胸チラが偶然見え、僕は思わず勃起してしまいました（6月25日、かぐや姫）
- はだかの主婦 大阪市在住 宮部涼花(42)（7月1日、プラネットプラス）
- 大人の女が魅せる大胆誘惑チラリズム 〜訪問先で貴方を挑発するセールスレディのパンチラ遊戯〜（7月1日、Fitch）
- 息子の嫁の腋に発情してしまった義父たち II（7月10日、Nadeshiko）他出演:東峰きき、桐島綾子
- おとんとおかん 4 そんなあんたが好きと云う…嗚呼、性の花咲く人情アパート 夫婦円満絶頂快楽（7月13日、セレブの友）
- 巨乳お手伝いさん×エロガキ すけべなガキが巨乳なお手伝いさんにHなイタズラ!!（7月19日、エマニエル）
- 艶熟 レズフェロモン（7月19日、レズれ!）共演:川上ゆう
- 「『おばさんを興奮させてどうするの?』キャンプ場でヤりまくりSPECIAL 青年チ○ポを押しつけられたおばさん妻は嫌がりながらも本当はママ友に自慢したい」 VOL.1（7月23日、DANDY）他出演:京野美麗、井上綾子、中島京子、谷原ゆき、秋野千尋、鮎原いつき
- 朝っぱらからチクビ無料サービス。 朝ゴミ出しする隙だらけな近所のノーブラ奥さんとばったり出会ったら手を出さずにはいられないでしょ?（7月25日、ビッグモーカル）他出演:冴木真子、東峰きさ
- 人妻、縄酔い記録。（7月25日、マドンナ）
- 淫肉・淫爆乳レズビアンSEX 2人の熟したヴァギナは何度もイキ果てる快楽の果実（7月25日、セレブの友）共演:村上涼子
- 熟れた巨乳にとろりとした股肉の美熟女をイジリたおしました。（7月30日、MAZARRION）
- 宮部涼花をAVアイドルにプロデュース!（8月7日、h.m.p）
- 美熟女のレズ・ストーリーは突然に。（8月7日、ビビアン）共演:三浦恵理子
- 露出不倫紀行 セカンドバージンを捧げる主婦たち 宮部涼花 41歳（8月7日、山と空）
- もしも… いまさら宮部涼花が人気の素人妻隠し撮り企画に出演したら（8月13日、センタービレッジ）
- 混浴温泉で痴漢魔に輪姦され旦那の横でイカされた私。（8月13日、タカラ映像）他出演:葉月奈穂、石川しずか、潮見百合子

- 愛ある性治家 2 じっくり時間をかけて濃厚愛撫! 感じるオマ●コで夫婦愛も深まり離婚問題解消!!（8月13日、セレブの友）
- 個人レッスンフィットネスクラブに通うムチムチボディの四十路妻（8月14日、Nadeshiko）
- 猛暑日で家がサウナ状態!! 暑さに耐えきれなくなった母ちゃんが ムレムレになったマ●コに扇風機を当てて気持ち良さそうに涼む姿に勃起しちゃった僕。（8月19日、ヴィーナス）
- 人妻恥悦旅行（8月20日、グローリークエスト）
- 「『おばさんで本当にいいの?』若くて硬い勃起角度150度の少年チ○ポに抱きつかれた看護師はヤられても本当は嫌じゃない」 VOL.4（8月20日、DANDY）他出演:牧野遥、葵紫穂 ほか
- キング・オブ熟女 風船クラブの大長編傑作コミックが待望の実写化!! 母姦獄 妖艶な肉母と反り返り息子の恥辱と悶々の日々を忠実再現!!（8月20日、マドンナ）
- 奴隷陵辱! 巨乳人妻を奴隷にし陵辱まみれにする不倫相手（9月1日、エマニエル）
- 上からまたがり男を犯す 爆乳騎乗位ボンデージ（9月1日、Fitch）
- 雌イキ!（9月1日、MOTHERS）共演:永遠
- 撮影現場のカメラの前でおしっこをするAV女優（9月3日、グローリークエスト）他出演:折原ほのか、穂高ゆうき、宮地さくら、上原花恋、葉山美空、司ミコト、初美沙希、西川りおん、南菜々、木下寧々、立花まおみ、鈴原エミリ、佐野玲華、西条沙羅、愛原さえ、小川奈緒、事原みゆ、内村りな、小口田桂子、谷原希美、保坂えり、香山美桜、白井まい、碧しの、安野由美、千乃あずみ、羽月希
- Let'sノーブラ狩り♥ スキだらけ奥さんに青姦中出しナンパ（9月1日、ドッグイア）他出演:小口田桂子、有坂夕那、葉月奈穂、中島京子、尾島みゆき、逢沢はるか、綾瀬みなみ、星野あかり、石川しずか
- 万引きなんてしていないのに事務所に呼ばれてすっぽんぽんにされた母 どうしてっ…!どうして母さんがすっぽんぽんに…っ!（9月7日、JET映像）
- 物件先で若い学生客に揉みくちゃにされ拒んでいたのに押し倒して騎乗位をするほど発情しまくる不動産の巨乳女（9月10日、ナチュラルハイ）他出演:北嶋あん、水元恵梨香
- 熟女セクキャバでバイトする友達の母ちゃんと偶然遭遇し、意気投合してヤッちゃった俺。（9月10日、タカラ映像）他出演:大橋ひとみ ほか
- 宮部涼花が本気に変わる瞬間… 4 ド迫力デカ尻顔騎で感じまくりSEX オマ○コ本気絶頂(マジイキ) 20回!（9月25日、セレブの友）
- 露出狂おばさんが出た!（9月25日、マドンナ）
- エッチな宮部涼花ママに甘やかされたい!（10月1日、ABC）
- 私、本名でセックスしてました。（10月2日、無名時代）
- あなた、許して…。 －夫の上司に抱かれて－（10月7日、アタッカーズ）
- 夜這いされ喘ぎ声を我慢しながら旦那の横で中出しまでされる人妻（10月15日、グローリークエスト）他出演:谷原希美、水樹りさ、事原みゆ、水原さな
- 嫁の母（10月25日、マドンナ）
- 母子交尾 【信濃路】（10月30日、ルビー）
- 熟女一人旅（10月30日、ルビー）
- 絶頂激イキ自慰! 自画撮りプライベートオナニー（11月5日、グローリークエスト）他出演:神波多一花、新井エリー、島崎麻友、松下美雪、藤田りかこ、市來あやか、高梨真央、松嶋友里恵、長瀬涼子、冴島かおり、瀧澤まい、白鳥寿美礼、北川杏樹、真木かおり
- おっぱい 夫婦交換（11月13日、FAプロ）他出演:美咲涼、塚田詩織
- 撮影現場のカメラの前でおしっこをするAV女優 2（12月3日、グローリークエスト）他出演:七草ちとせ、三喜本のぞみ、小西みか、千乃あずみ、水元恵梨香、井川菜乃花、岩崎麻莉子、夕樹あさひ、葵千恵、希咲あや、松井優子、折原ほのか、早乙女ありさ、松本まりな、澤村レイコ、安野由美、菅野さゆき、水沢みゆ、原千草、逢沢はるか、江上しほ、蓮実クレア、上原花恋、可愛まゆ、司ミコト、青山未来、逢月はるな、星野ひびき、あやね遥菜、なごみ、蛯名りな、黒瀬萌衣、大見はるか、木下寧々、坂口れな
- 丸ごと! 宮部涼花8時間 〜熟れカワGカップ奥さんが乱れる全20本番SPECIAL!!〜（12月7日、マドンナ）※総集編
- S級熟女コンプリートファイル 宮部涼花 4時間（12月13日、ヴィーナス）※総集編
- 「ナマで入っちゃった!」 熟女デリ嬢のオイル素股でチ○ポをマ○コに擦り付けてたら思わずフル勃起からの生挿入! 本番禁止のはずがナマ中出しまで許しちゃったドスケベ熟女デリヘル嬢（12月17日、グローリークエスト）他出演:葵紫穂、和泉紫乃、八木あずさ、逢沢はるか
- 言いなり中出し、俺の前で見ず知らずの男たちにオナニーを見せ、汚いチ○ポを咥え赤面しながらマン汁垂らしてイッてしまう俺の妻 5（12月25日、Nadeshiko）

2016年
- S級熟女コンプリートファイル 宮部涼花3時間（1月11日、熟女画報社）※総集編
- 宮部涼花 電撃引退 ベスト 21時間（1月13日、セレブの友）※総集編
- 近所のデカパイ人妻は無防備に家ではノーブラ! 欲求不満なのかボインの谷間と胸チラで僕を誘惑してきた。もう堪らんです!! 2（1月22日、Nadeshiko）

## 電子書籍
- 昼下がりの美麗妻（2015年2月9日、ピンク倶楽部）

## 書籍

### モデル
- グラマー裸婦 ポーズBOOK VOL.3（2015/10/30、ワイレア出版発行、大洋図書発売）

## 連載
- 宮部涼花の肉棒ライフ ミヤベ屋（東京スポーツ、隔週火曜日）